# Monmouth (Californie)
Pour les articles homonymes, voir Monmouth.
Monmouth est une census-designated place située dans le comté de Fresno, dans l’État de Californie, aux États-Unis. Sa population s’élevait à 152 habitants lors du recensement de 2010.

## Histoire
Des officiels du Atchison, Topeka and Santa Fe Railway ont nommé la localité en hommage à la ville de Monmouth, qui se trouve dans l’Illinois.
Un bureau de poste a été en fonction de 1908 à 1919.

## Démographie
| 2000 | 2010 | - | - | - | - |
| ---- | ---- | - | - | - | - |
| 107  | 152  | - | - | - | - |

## Source
- (en) Cet article est partiellement ou en totalité issu de l’article de Wikipédia en anglais intitulé « Monmouth, California » (voir la liste des auteurs).

1. 1 2  (en) « 2010 Census Interactive Population Search: CA - Monmouth CDP » [archive du 15 juillet 2014], Bureau du recensement des États-Unis (consulté le 12 juillet 2014)
2. ↑  Durham, David L. (1998). California's Geographic Names: A Gazetteer of Historic and Modern Names of the State. Clovis, Calif.: Word Dancer Press. p. 1074  (ISBN 1-884995-14-4)
3. ↑  « Statistiques des États-Unis - Californie - Profils des communautés de 2010 » (consulté en novembre 2020)